# Jeepster Records
Jeepster Records é uma gravadora independente de Londres, Inglaterra que atualmente tem contratos com bandas como Parka e SixNationState. A gravadora é notada como ter críticas positivas de artistas como Belle and Sebastian e Snow Patrol.

## História
Jeepster Records foi fundada em 1995 por Mark Jones e Stefano e Jo D’Andrea. Seu primeiro contrato, Belle and Sebastian, provou um sucesso e possibilitou para que a gravadora pudesse contratar outros artistas nos anos seguintes, como Snow Patrol em Dezembro de 1997, Salako em 1998, Looper em 1999 e The Gentle Waves em 2000.
Enquanto bandas, particularmente Belle & Sebastian, receberam muitos elogios, financeiramente a gravadora passou tempos difíceis e foi forçada a lançar artistas e cessar produções de gravações em 2002.
Entretanto, Jeepster continuou a lançar material de seus antigos artistas. Em 2003 lançou um DVD de Belle & Sebastian intitulado Fans Only, e em 2005 lançou uma compilação, Push Barman to Open Old Wounds, contendo EP de Belle & Sebastian e singles, que são raros. No começo de 2006, Jeepster relançou 2 álbuns de Snow Patrol, Songs for Polarbears e When It's All Over We Still Have to Clear Up. O relançamento inclui faixas bônus que não fora incluídos nos álbuns originais.
Em Abril de 2006, Jeepster anunciou seu primeiro novo single em anos, SixNationState, e depois anunciou o contrato de outra banda chamada Parka.
Em Novembro de 2008, Jeepster relançou uma nova compilação de Belle & Sebastian, The BBC Sessions. O álbum consiste de músicas gravadas para a BBC em 1996 como bem outras raridades de Belle & Sebastian